# 殺人鬼フジコの衝動
『殺人鬼フジコの衝動』（さつじんきフジコのしょうどう）は、真梨幸子による日本の小説。
2008年12月に徳間書店より刊行された書き下ろしミステリー。2011年5月に文庫化されるとともに話題を呼び、50万部を超えるベストセラーとなった。
続編に『インタビュー・イン・セル 殺人鬼フジコの真実』がある。

## ストーリー
十数人を殺害した罪で死刑になった伝説の女、通称“殺人鬼フジコ”。彼女は、11歳のときに起こった一家惨殺事件のただ1人の生き残りだった。悲劇を乗り越え新しい人生を歩もうとしていた少女は、なぜ稀代の殺人鬼と恐れられる悪女へ変貌したのか。フジコを知るある人物の遺した記録小説という形で、謎と悲劇に満ちたフジコの一生を描いていく。

## 登場人物
森沢藤子
通称“殺人鬼フジコ”。昭和46年10月26日に起き、迷宮入りした「高津区一家惨殺事件」の生き残り。本人も瀕死の重傷を負うが一命を取りとめ、叔母に引き取られる。悲劇を乗り越え健気に生きようと努力していたが、やがて、整形手術依存へ陥り、少なくとも15人を殺した伝説の殺人鬼へ変貌していく。
高峰美智子
若い真の犯罪著者。フジコの娘の早季子から伝記の草稿本を貰って、伝記を終わらす使命を帯びる。
森沢慶子
フジコの母親。自身の見栄のための散財は惜しまないが、子どもたちの給食費や学用品の費用は支払わず、だらしない生活を送っている。フジコにとっての反面教師。「高津区一家惨殺事件」の被害者。
森沢遼一
フジコの父親。フジコに暴力を奮っていた。「高津区一家惨殺事件」の被害者。
森沢沙織
フジコの妹。「高津区一家惨殺事件」の被害者。
下田茂子　
慶子の妹。事件後、姪のフジコを引き取り育てる。カルト宗教Q教団の信者。
下田健太
下田家に住む茂子の息子。続編の主要登場人物の1人。
上原早季子
フジコの娘。続編の主要登場人物の1人。
上原美也子
フジコの娘。続編の主要登場人物の1人。
小坂恵美　
フジコの小学校の同級生。フジコの最初の殺人の被害者と思われる。
小坂初代　
恵美の母親。化粧品のセールスレディをしており、フジコの母親とも親交があった。

## 書籍情報
- 単行本：徳間書店、2008年12月31日発行、ISBN 978-4-19-862647-1
- 文庫：徳間文庫、2011年5月15日発行、ISBN 978-4-19-893367-8、解説・藤田香織

## 続編
『インタビュー・イン・セル 殺人鬼フジコの真実』
徳間書店から文庫書き下ろし作品として刊行。
フジコの死刑執行から8年後。下田健太が関わっていると見られる凄惨な事件をきっかけに、“殺人鬼フジコ”の名が再び浮上。グローブ出版社の記者・井崎智彦と村木里佳子、新進構成作家の吉永サツキの3人は、下田健太の母親でありフジコの叔母である茂子の独占インタビューを敢行し、行方不明となった健太の行方と、未解決の「高津区一家惨殺事件」の真相を追う。
『私は、フジコ』
2012年3月に発売された『殺人鬼フジコの衝動　限定版』に付属した小冊子に収められた書き下ろし短篇作品。現在は電子書籍版にて入手可能。
『インタビュー・イン・セル 殺人鬼フジコの真実』のプロローグとなっている。

## 舞台
殺人鬼フジコの衝動
2013年4月17日 - 4月21日、俳優座劇場にて初演。主催はトゥインクル・コーポレーション。
2015年4月15日 - 4月19日にかけて全労済ホール/スペース・ゼロにて再演された。製作・主催はバードランドミュージックエンタテインメント。
いずれも、主演は新垣里沙、脚本・演出は松澤くれは、テーマ曲は「夢見るシャンソン人形」（歌:黒色すみれ）。
|                                                                                            |                                                                                          |                                                                                           |
| 初演のキャスト - 新垣里沙 - 早織 - 藤田玲 - 村田充 - 下垣真香 - 小篠恵奈 - 川上麻衣子 ほか | 再演のキャスト - 新垣里沙 - 平嶋夏海 - 藤田玲 - 村田充 - 志保 - 中川美樹 - 永井幸子 ほか | DVD 初演：2013年8月9日発売、規格品番 BLMC-1016 再演：2015年8月7日発売、規格品番 BLMC-1022 |

## ドラマ
『フジコ』のタイトルでドラマ化された。凄惨な内容と驚きの仕掛けから、長らく映像化不可能といわれてきた小説だが、Huluが日本向けサービスにおける初のオリジナル作品としてドラマ化。主演は尾野真千子。
2015年11月13日より全6話が、HuluとJ:COMにて一挙配信された。

### キャスト
フジコ
演 - 尾野真千子（現在）/伊藤星（小学生）/小野花梨（中学生～20歳）
高峰美智子
演 - 谷村美月
若村春
演 - 丸山智己
水谷編集長
演 - リリー・フランキー
小坂初代
演 - 浅田美代子
下田茂子
演 - 真野響子
上原英樹
演 - 高橋努
森沢慶子
演 - 中込佐知子
刑務官
演 - 阿南敦子
上原早季子
演 - 川島鈴遥
小坂恵美
演 - 小山心優
石川(雑誌記者)
演 - 川野直輝
辻村裕也
演 - 郭智博
大月杏奈
演 - 佐藤玲

### スタッフ
- 原作 - 真梨幸子
- 脚本 - 高橋泉
- 音楽 - やまだ豊
- 音楽プロデューサー - 志田博英
- プロデューサー - 戸石紀子、川西琢
- 監督 - 村上正典、岩田和行
- 主題歌 - 斉藤和義「シンデレラ」
- 協力 - ベイシス、バスク、フジアール、ケイエッチケイアート
- 製作・著作 - Hulu、共同テレビジョン

### 受賞歴
- 第32回ATP賞テレビグランプリ 特別賞・非放送系コンテンツ部門[4]

### DVD-BOX
2016年5月27日発売、規格品番 ACBD-10937